# Šume (Czarnogóra)
Šume (cyr. Шуме) – wieś w Czarnogórze, w gminie Danilovgrad. W 2011 roku liczyła 54 mieszkańców.